# دانييل سافيشيف
دانييل سافيشيف هو لاعب كرة قدم روسي في مركز الوسط، ولد في 12 يونيو 1994 في موسكو في روسيا. لعب مع توربيدو موسكو ونادي ساتورن رامنسكوي.

## وصلات خارجية
- دانييل سافيشيف على موقع قاعدة بيانات كرة القدم.إي يو (الإنجليزية)
- دانييل سافيشيف على موقع Soccerway.com (الإنجليزية)